# Henk Smeeman
H.J.A.M. (Henk) Smeeman (Nijmegen, 13 mei 1945) is een Nederlands politicus. Namens de Volkspartij voor Vrijheid en Democratie was hij 10 jaar wethouder in Almere.
Smeeman, een voormalig ondernemer in de supermarktbranche, werd in 1998 voor het eerst wethouder. In 2002 werd hij na zetelverlies van zijn partij raadslid en fractievoorzitter, totdat hij in 2004 een rentree maakte als wethouder. Smeeman was onder meer verantwoordelijk voor Stedelijk beheer, Kunst en cultuur, Verkeer en vervoer en Milieu. In februari 2008 maakte Smeeman bekend zijn werkzaamheden als wethouder op 21 april 2008 te willen neerleggen. Hij is opgevolgd door Arno Visser.
Smeeman is weduwnaar, hertrouwd in 2009 met Marie Louise en heeft twee kinderen en drie kleinkinderen.